# Jorge Andrade (dramaturgo)
Aluísio Jorge de Andrade Franco, más conocido como Jorge Andrade (Barretos, 21 de mayo de 1922 - São Paulo, 13 de marzo de 1984), fue un dramaturgo y escritor brasileño.

## Biografía
Jorge Andrade comenzó su carrera como dramaturgo en la década de 1950, cuando le presentaron a la actriz Cacilda Becker cuando contaba con 28 años. Ella lo animó a escribir para el teatro. Sin embargo, él quería ser actor y entró en la Escuela de Arte Dramático de la Universidad de São Paulo.
Sus obras realizan una reconstrucción de la historia de Brasil, sobre todo de la época del «ciclo de café». Otro de sus temas centrales era la decadencia de los valores patriarcales.
Se estrenó profesionalmente como dramaturgo en 1954 con A moratória y logró el Prêmio Saci que otorgaba el periódico O Estado de São Paulo a la mejor producción brasileña de cine y teatro. A esta obra le siguieron Vereda da salvação y Pedreira das almas. Sin embargo, su mayor éxito teatral fue la obra Os ossos do barão, que aún hoy es considerada una de las mejores obras estrenadas en el Teatro Brasileiro de Comédia. Posteriormente, escribió más obras teatrales como Senhora na boca do lixo, Rasto atrás, As confrarias, Milagre na cela e O sumidouro.
En 1973 empezó en televisión con la telenovela Os ossos do barão, que fusionaba dos obras suyas: A escada y su obra homónima. Dos años más tarde, estrenó la polémica e incomprendida O grito (1975). Ya en 1978 publicó su novela autobiográfica Labirinto. Un año más tarde, en 1979, escribió la telenovela Gaivotas, para la TV Tupi São Paulo, un trabajo que le valió el premio al mejor guionista de televisión ortogado por la Asociación Paulista de Críticos de Arte. Sus últimos trabajos para televisión fueron en TV Bandeirantes ya en los años 1980, con Os adolescentes, Ninho da serpente (uno de sus mayores éxitos) y Sabor de mel, su última telenovela, protagonizada por Raul Cortez y Sandra Bréa.
Murió víctima de una embolia pulmonar en el Instituto del Corazón de São Paulo, seis meses después de haber sido operado y haber sufrido un infarto durante la operación.